# Континентальна блокада

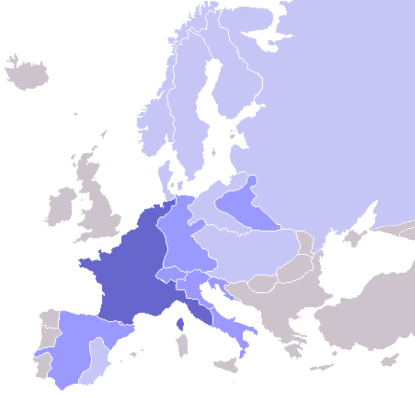
Блакитним кольором показані держави, що підтримали декрет

Континентальна блокада 1806−1814 років (фр. Blocus continental) — декрет про заборону всім союзним і залежним від Французької імперії державам торгувати з Великою Британією. Втративши надію на вторгнення у Велику Британію, Наполеон Бонапарт вирішив «задушити» її економічно, закривши для неї європейські ринки.
Головна мета блокади, яку ставив перед собою Наполеон ― знищити Британію ― не була досягнута.

## Історія
Сприятливим приводом для початку блокади послужив королівський декрет Георга III від 16 травня 1806 року, яким Англія оголошувала про блокаду всім портам Європи, що знаходились на просторі від Ельби до Бреста. Такого королівського указу домігся міністр Фокс. Блокада, однак, була строго встановлена тільки між гирлом Сени (порти Гавр і Онфлер) і портом Остенде. В порти між цими двома пунктами не допускалося жодне нейтральне судно.
Посилаючись на те, що Англія порушує загальновизнане усіма цивілізованими народами міжнародне право, Наполеон I видав Берлінський декрет про континентальну блокаду (21 листопада 1806 року). Документ був підписаний у Берліні після розгрому пруссаків армією Наполеона. У Берлінському декреті викладалися основи континентальної системи, а також встановлювався контроль над усією береговою лінією імперією Наполеона I. Декрет забороняв вести торговельні, поштові та інші відносини з Британськими островами; блокада поширювалася на всі підвладні Франції, залежні від неї або союзні їй країни. Будь-який англієць, виявлений на території, підвладній Франції, оголошувався військовополоненим, а товари, що належать британським підданим, конфісковували. Жодне судно, що випливає з Англії або її колоній або заходило в їхні порти, не допускалось у французькі порти під загрозою конфіскації.
Протягом 1807 року до континентальної блокади крім Франції, Італії, Нідерландів, Іспанії та Данії, приєдналися згідно з Тільзитськими договорами 1807 року Росія і Пруссія, а в 1809 році — Австрія і (формально) Швеція.
Велика Британія відповіла на оголошення континентальної блокади контрблокадою, широким розгортанням морської торговельної війни і контрабандної торгівлі. «Королівські накази» 1807 року забороняли нейтральним державам вести морську торгівлю з ворожими країнами і зобов'язували нейтральні судна заходити в британські порти для сплати податків і зборів та перевірки місця призначення вантажу.
Континентальна блокада сприяла інтенсифікації окремих галузей французької промисловості (головним чином металургійної та обробної); в той же час вона вкрай негативно позначилася на економіці ряду європейських країн, що мали традиційні економічні зв'язки з Великою Британією, які постійно порушувалася.
У 1813 році після поразки Франції у війні з шостою антифранцузькою коаліцією європейські держави відмовилися від дотримання континентальної блокади. З реставрацією Бурбонів у Франції в квітні 1814 року вона була остаточно скасована.

## Ефект
Блокада серйозно нашкодила економіці самої Франції. Суднобудування і пов'язані з ним галузі (виготовлення канатів) занепали, як і багато орієнтованих на закордон галузей, на кшталт виробництва льону. Через невеликий експорт і втрачену вигоду багато галузей було закрито. Південна Франція, особливо портові міста Марсель і Бордо, а також місто Ла-Рошель, постраждали від скорочення торгівлі. Крім того, ціни на основні продукти харчування зросли в більшості країн континентальної Європи.
Указ Наполеона про Сен-Клу в липні 1810 р. відкрив південний захід Франції та іспанський кордон для обмеженої британської торгівлі і знову відновив французьку торгівлю зі США. Це було визнанням того, що його блокада завдала більшої шкоди його власній економіці, ніж британській. Йому також не вдалося скоротити британську фінансову підтримку своїх союзників. Промислово розвинені північ і схід Франції та Валлонія значно збільшили прибуток через відсутність конкуренції з боку британських товарів (особливо текстилю, виробництво якого у Великій Британії було набагато дешевшим).
В Італії сільськогосподарський сектор процвітав, але заснована на торгівлі голландська економіка сильно постраждала, що засмутило її правителя Людовика Бонапарта.